# Engeln (Bruchhausen-Vilsen)
Engeln – dzielnica miasteczka (niem. Flecken) Bruchhausen-Vilsen w Niemczech, w kraju związkowym Dolna Saksonia, w powiecie Diepholz. Do dnia 31 października 2011 była to gmina, wchodząca w skład gminy zbiorowej Bruchhausen-Vilsen.